# Circonscription de Wolenchiti
La circonscription de Wolenchiti est une des 177 circonscriptions législatives de l'État fédéré Oromia, elle se situe dans la Zone Est Shoa. Son représentant actuel est Zewdu Kebede Tesema.